# إقليم اليوسفية
إقليم اليوسفية هو أحد الأقاليم المغربية. أحدث إقليم اليوسفية سنة 2009 باقتطاعه من الأقاليم المجاورة وينتمي إلى جهة مراكش أسفي شمال مراكش.

## التقسيم الإداري

### البلديات
- اليوسفية (بلدية)
- الشماعية (بلدية)

### الجماعات القروية
- الكنتور
- السبيعات
- اجدور
- اجنان ابيه
- الطياميم
- الخوالقة
- رأس العين
- إيغود
- سيدي شيكر

## بطاقة تقنية لمدينة اليوسفية
المساحة: حوالي 25.50 كلم2
عدد السكان: 64.518 نسمة (إحصاء 2004)
- عدد الأسر:12528
- نسبة النمو:%0.7

الموقع: يقع اقليم اليوسفية في الجزء الجنوبي الشرقي من جهة دكالة-عبدة يحده من الشرق والشمال الشرقي اقليما مراكش والرحامنة ومن الشمال اقليم سيدي بنور اما من الشمال الغربي والغرب فيحده اقليم اسفي ومن الجنوب الغربي والجنوب الشرقي يحده اقليما الصويرة وشيشاوة المعطيات الطبيعية
التضاريس: يغلب عليها طابع الانبساط ونميز فيها بين وحدتين اساسيتين
•الاولى: هضبة الكنتور وتوجد في الشمال والشمال الغربي اعلى نقطة فيها يزيد ارتفاعها على 500 م وهي غنية بمعدن الفوسفاط إلى جانب الجبس والرخام
•الثانية:سهل احمر يمتد في الوسط والجنوب متوسط ارتفاعه 300 م تنطقه تلال من الشرق والغرب وهو مجال للنشاط الفلاحي بالإقليم
اما بنية الإقليم فقديمة وتعود إلى ما قبل الكومبري تراكمت عليها ارسابات مختلفة خلال الازمنة الجيولوجية مما يفسر تواجد عدة معادن بالإقليم منها: الفوسفاط والجبس والرخام بهضبة الكنتور والملح ببحيرة زيما والكبريت والرصاص والحديد والبارتين..بالمناطق الممتدة ما بين وادي تانسيفت والطريق الجهوية 204 الرابطة ما بين اسفي ومراكش.

## معطيات مناخية
- المناخ: مناخ الإقليم شبه جاف يتميز بارتفاع حرارته صيفا (40 درجة) واعتذال برودته شتاء (17 درجة) وقلة تساقطاته المطرية، ومرد ذلك موقع الإقليم الجغرافي الداخلي إضافة إلى موقعه على خطوط العرض وتواجد هضبة الكنتور بالقسم الشمالي الغربي وهضاب الميسات بالغرب التي تحول وتسرب الرياح الغربية المحملة بالرطوبة مما يجعل المنطقة تعرف امطارا قليلة وغير منتظمة التوزيع ومناخا جافا.

وعموما يعرف اقليم اليوسفية فصلين: شتاء قصير وصيف يشمل عدة شهور ذات حرارة مرتفعة ويعرف احيانا بعض الزوابع المفاجئة والعنيفة.
التساقطات المطرية:قليلة والمتوسط السنوي لا يتجاوز 210 ملم في السنة.
- التربة: متنوعة واغلبها غير خصبة واهمها:

•تربة الحمري التي تعطي انتاجا مهما وخاصة في السنوات الممطرة
•تربة الحرش اغلبها حجرية
•تربة شيستية من تكوينات الزمن الجيولوجي الأول غير صالحة لانتاج الحبوب
مما يفسر ضعف الشبكة المائية حيث لا يتوفر اقليم اليوسفية الا على واد واحد مهم (واد تانسيفت) بجانب العديد من الجداول والسيول التي يعطيها السكان اسم اودية وهي في الغالب جافة وعموما فالاودية بالإقليم متعمقة وجوانبها صخرية ومياهها ناذرا ما تستعمل في الزراعة.
- الغطاء النباتي: بالنظر للمعطيات السالفة الذكر فالنباتات ضعيفة بالإقليم إذ باستثناء المجال الغابوي الذي لا يغطي سوى 1.9 فالباقي الغطاء النباتي عبارة عن نباتات السدرة وبعض النباتات التي تتحمل الجفاف والملوحة بسبخة زيما.

ومن هنا يكون من السهل تكوين فكرة عن مميزات الخاصة بالإنتاج الفلاحي في الإقليم ويلزم ان نضيف فيما يخص زراعة الحبوب ان عامل توزيع الأمطار بالمنطقة يلعب دورا اساسيا في تحديد كمية المحصول الزراعي لذى يكون في غالب الأحيان ضعيفا.
```
==الرياضة في الإقليم==
```

اهتمام الرياضي بإقليم اليوسفية
أندية كرة القدم
```
نادي أولمبيك اليوسفية
 
ونادي مولودية الكوابلية
 
نادي أولمبيك آحمر
 
إتحاد الرياضي الحمري
 
نادي ويفاق اليوسفية
```

## الأنشطة الاقتصادية
نشاط معدني (استخراج، تكليس وتنشيف مادة الفوسفاط)
تجارة استهلاكية
الفلاحة: وذلك راجع لاحاطة اراضي فلاحية شاسعة بالمدينة وخصوبة تربتها الحمراء الغنية

## معطيات اجتماعية
التعليم: عدد المؤسسات التعليمية: 42 (ثانويات 10. اعداديات، 15 مدارس ابتدائية 17 )
الصحة: (الوحدات الصحية):
القطاع العمومي12
- القطاع الشبه عمومي 11
- القطاع الخاص:21

التكوين المهني: عدد المؤسسات 9 (مراكز الأهيل المهني، وبها اقسام للتكنولوجيا)
عدد مراكز التربية والتكوين:01 التعاون الوطني
الشبيبة والرياضة: عدد دور الشباب 12
- عدد الأندية النسوية:02
- نسبة البطالة:88%